# アイム・ユア・エンジェル
「アイム・ユア・エンジェル」（英: I'm Your Angel=私はあなたの天使）はカナダのポップ歌手セリーヌ・ディオンとアメリカ合衆国のR&B歌手R・ケリーによるデュエットで、セリーヌのアルバム『スペシャル・タイムス』並びにR・ケリーのアルバム『R.』からの楽曲。セリーヌのアルバムからはファースト・シングルとして、R・ケリーのアルバムからはサード・シングルとして1998年にリリースされた。楽曲製作とプロデュースはR・ケリーが行っている。

## チャート成績
このシングルは、チャートアクション上大きな成功を収めている。アメリカ合衆国の総合シングルチャートBillboard Hot 100には1位で初登場し、その後6週にわたって1位に留まり続けた。また、 「アイム・ユア・エンジェル」はHot Adult Contemporary Tracksチャートでは12週にわたって1位を記録した。Hot 100の構成チャートHot 100 Singles Salesでは6週にわたり1位、Billboard Hot 100 Airplayでは最高位22位を記録した。
イギリスでは、この楽曲は最高位3位を記録した。ヨーロッパでは最高位5位を記録している。
この楽曲はアメリカ合衆国のみで1,412,000枚を売り上げ、RIAAからはプラチナに認定された。その他の国ではオーストラリアで35,000枚を売り上げARIAよりゴールドに認定され、イギリスでは263,000枚を売り上げシルヴァーに認定された。

## ミュージック・ビデオ
「アイム・ユア・エンジェル」のミュージック・ビデオは、ビリー・ウッドラフが監督を務めており、ビデオは1998年10月19日にプレミア公開された。この楽曲にはセリーヌとR・ケリーの2人が録音スタジオにいるヴァージョンといないヴァージョンの2つのミュージック・ビデオが存在する。後者のビデオは、セリーヌの2001年のPV集『ザ・ベリー・ベスト〜ビデオ・コレクション〜』に収録されている。

## 規格と収録曲
イギリス CDマキシ・シングル 1
1. アイム・ユア・エンジェル (radio version) - 4:49
2. アイ・キャント・スリープ・ベイビー (イフ・アイ) - 5:31
3. トゥ・ラヴ・ユー・モア （トニー・モラン I'll be waiting... vocal mix） - 10:08

イギリス CDマキシ・シングル 2
1. アイム・ユア・エンジェル (radio version) - 4:49
2. あなたを信じる - 5:05
3. マイ・ハート・ウィル・ゴー・オン - 4:40

イギリス カセットマキシ・シングル
1. アイム・ユア・エンジェル (radio version) - 4:49
2. アイ・キャント・スリープ・ベイビー (イフ・アイ) - 5:31
3. あなたを信じる - 5:05

ヨーロッパ CDシングル
1. アイム・ユア・エンジェル (radio version) - 4:49
2. 愛するだけでよかったら - 3:35

ヨーロッパ CDマキシ・シングル
1. アイム・ユア・エンジェル (radio version) - 4:49
2. 愛するだけでよかったら - 3:35
3. アイ・キャント・スリープ・ベイビー (イフ・アイ) - 5:31

オーストラリア CDマキシ・シングル
1. アイム・ユア・エンジェル (radio version) - 4:49
2. アイ・キャント・スリープ・ベイビー (イフ・アイ) - 5:31
3. クリスマス・イヴ - 4:16
4. 愛するだけでよかったら - 3:35

日本 CDマキシ・シングル
1. アイム・ユア・エンジェル (radio version) - 4:49
2. クリスマス・イヴ - 4:16
3. アイ・キャント・スリープ・ベイビー (イフ・アイ) - 5:31

## オフィシャル・ヴァージョン
1. アイム・ユア・エンジェル (radio version) - 4:49
2. アイム・ユア・エンジェル (album version) - 5:31

## リリース日一覧
| 国/地域        | リリース日     |
| -------------- | -------------- |
| アメリカ合衆国 | 1998年11月9日  |
| 日本           | 1998年11月11日 |

## カヴァー
日本のR&B歌手加藤ミリヤと清水翔太が2007年に発表されたセリーヌのトリビュート・アルバム『セリーヌ・ディオン・トリビュート』のなかでカヴァーしている。この中で二人は、セリーヌのパートをミリヤが、R・ケリーのパートを清水が歌っている。

## チャート
| チャート (1998–1999年)                            | 最高位 |
| ------------------------------------------------- | ------ |
| オーストラリア (ARIA)                             | 31     |
| オーストリア (Ö3 Austria Top 40)                  | 13     |
| ベルギー (Ultratop 50 Flanders)                   | 26     |
| ベルギー (Ultratop 50 Wallonia)                   | 33     |
| カナダ トップシングルス (RPM)                     | 11     |
| カナダ アダルト・コンテンポラリー (RPM)           | 1      |
| カナダ CHR (BDS)                                  | 14     |
| カナダ (Canadian Singles Chart) 輸入              | 37     |
| ヨーロッパ (European Hot 100 Singles)             | 5      |
| フランス (SNEP)                                   | 97     |
| フィンランド (Suomen virallinen radiosoittolista) | 9      |
| ドイツ (GfK Entertainment charts)                 | 14     |
| ギリシャ (IFPI)                                   | 10     |
| ハンガリー (Rádiós Top 40)                        | 15     |
| アイスランド (Íslenski Listinn Topp 40)           | 7      |
| アイルランド (IRMA)                               | 8      |
| オランダ (Dutch Top 40)                           | 8      |
| オランダ (Single Top 100)                         | 9      |
| ニュージーランド (Recorded Music NZ)              | 5      |
| ノルウェー (VG-lista)                             | 11     |
| ポーランド (ZPAV Airplay)                         | 7      |
| ケベック (ADISQ)                                  | 5      |
| スコットランド (Official Charts Company)          | 7      |
| スウェーデン (Sverigetopplistan)                  | 10     |
| スイス (Schweizer Hitparade)                      | 7      |
| UK シングルス (OCC)                               | 3      |
| US Billboard Hot 100                              | 1      |
| US Adult Contemporary (Billboard)                 | 1      |
| US Adult Top 40 (Billboard)                       | 28     |
| US Hot R&B/Hip-Hop Songs (Billboard)              | 5      |
| US Pop Airplay (Billboard)                        | 17     |
| US Top 40 Tracks (Billboard)                      | 21     |

| チャート (1998年)                           | 順位 |
| ------------------------------------------- | ---- |
| オーストラリア (ARIA)                       | 72   |
| カナダ アダルト・コンテンポラリー (RPM)     | 22   |
| オランダ (Dutch Top 40)                     | 126  |
| スウェーデン (Sverigetopplistan)            | 70   |
| イギリス (Official Charts Company)          | 62   |
| 全米 アダルト・コンテンポラリー (Billboard) | 47   |

| チャート (1999年)                            | 順位 |
| -------------------------------------------- | ---- |
| カナダ (RPM)                                 | 92   |
| カナダ アダルト・コンテンポラリー (RPM)      | 25   |
| ヨーロッパ (European Hot 100 Singles)        | 97   |
| オランダ (Single Top 100)                    | 72   |
| オランダ (Dutch Top 40)                      | 106  |
| 全米 Billboard Hot 100                       | 16   |
| 全米 アダルト・コンテンポラリー (Billboard)  | 8    |
| 全米 アダルト Top 40 (Billboard)             | 67   |
| 全米 ホット R&B/Hip-Hop ソングス (Billboard) | 66   |
| 全米 メインストリーム Top40 (Billboard)      | 73   |

| チャート (1990–1999年) | 順位 |
| ---------------------- | ---- |
| 全米 Billboard Hot 100 | 50   |

| 先代 ディバイン「レイトリー」 | アメリカ合衆国 Billboard Hot 100 第1位 1998年12月5日 - 1999年1月9日付 | 次代 ブランディ「ハヴ・ユー・エヴァー?」 |